# Gould (Oklahoma)
Gould è un comune degli Stati Uniti d'America, situato nello Stato dell'Oklahoma, nella Contea di Harmon.